# Casinycteris
Casinycteris — рід рукокрилих, родини Криланових.

## Поширення та екологія
Рід поширений у Центральній Африці.

## Морфологія
Малих розмірів, з довжиною голови і тіла від 70 до 122 мм, довжина передпліччя між 50 і 81 мм і масою до 95 гр.
Череп короткий, з заокругленим черепною коробкою. Верхні різці короткі, в той час як верхні ікла довгі. Премоляри й моляри внутрішньо добре розвинені. Зубна формула: I 2/2, C 1/1, P 2/3, M 1/2 = 28.
Шерсть довга і пухнаста. Спинна варіюються від коричневого до червонувато-коричневого кольору, у той час як черевна частина світліша або білого кольору. Морда коротка і широка, і характеризується наявністю подовжених білих плям між очима. Іноді бувають пучки білих волосків біля основи передньої частини кожного з вух. Вуха великі, довгі і із закругленими кінцями. Крилові мембрани прикріплені до задньої частини першого пальця. Не має хвоста.

## Види
- Casinycteris argynnis
- Casinycteris campomaanensis
- Casinycteris ophiodon